# Ee (De Friese Meren)
De Ee (Fries en officieel: De Ie) is een rivier in de gemeente De Friese Meren in de Nederlandse provincie Friesland.

## Beschrijving
De Ee is een waterverbindingsweg tussen de stad Sloten en buurtschap Tacozijl bij het IJsselmeer, globaal samenvallend met de grens van de voormalige gemeenten Gaasterland-Sloten en Lemsterland. Het gedeelte tussen Sloten het Slotermeer wordt Slotergat (Sleattemer Gat) genoemd.
In de middeleeuwen was de Ee veel langer en vormde een verbinding tussen de voorloper van de Zuiderzee en de Middelzee. Het noordelijkste gedeelte van het restant van dit veenriviertje is nu de Ee en de Noorder Ee, gelegen bij Woudsend. In de middeleeuwen liep hij verder naar het noorden via het gebied waar anno 21ste eeuw de Iewei ligt. Daarna kwam hij in IJlst.

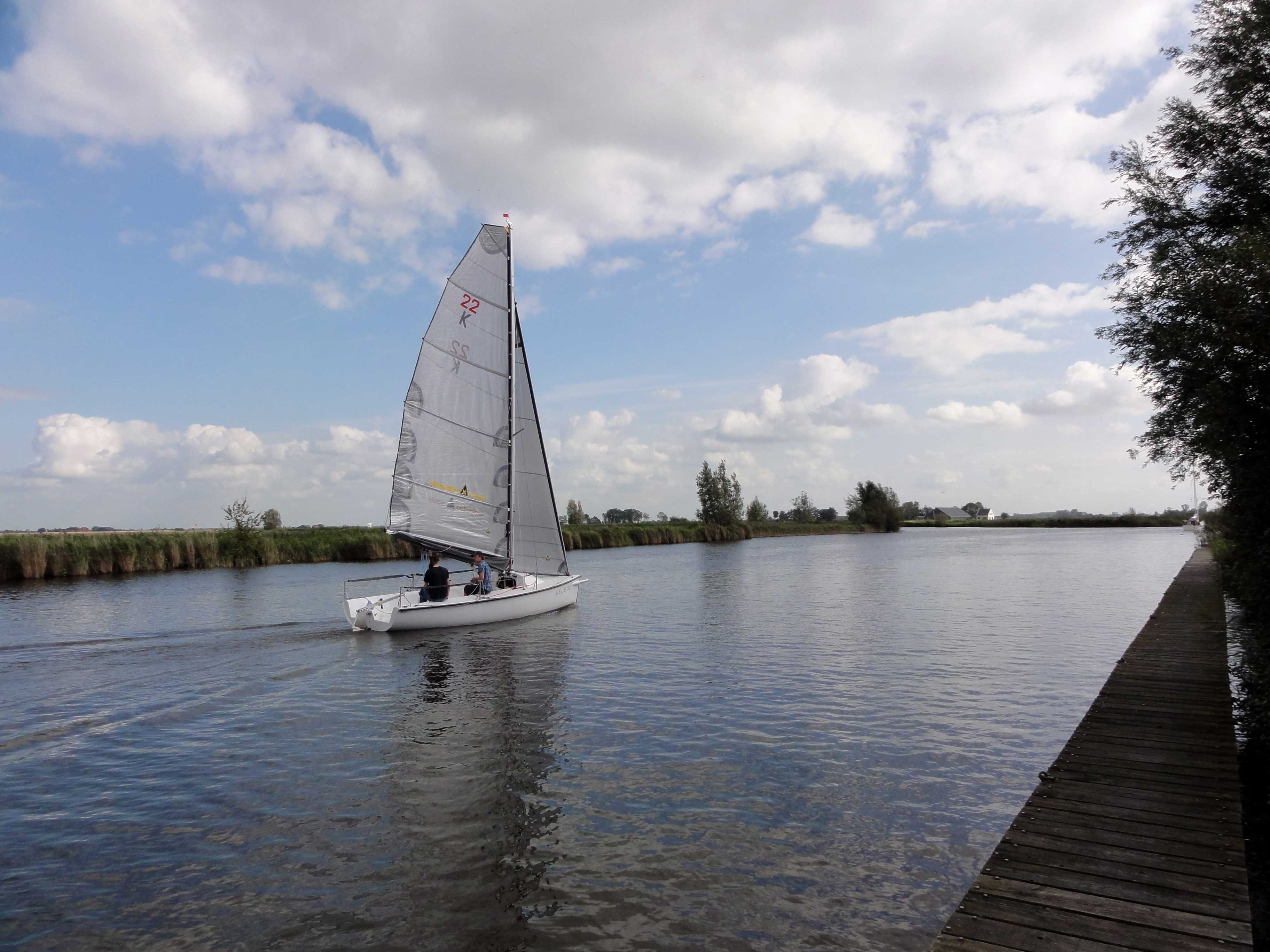
De Ee bij Sloten